# Smrk v údolí Kozolupského potoka
Smrk v údolí Kozolupského potoka je památný strom u Sviňomaz severně od Stříbra. Smrk ztepilý (Picea abies) roste severozápadně  od vsi v údolí Kozolupského potoka v nadmořské výšce 406 m. Obvod jeho kmene měří 414 cm a koruna stromu dosahuje do výšky 35 m (měření 2004). Smrk je chráněn od roku 2005 pro svůj vzrůst a genetickou hodnotu.